# Podchełm (Hłudno)
Podchełm – część wsi Hłudno w Polsce, położona w województwie podkarpackim, w powiecie brzozowskim, w gminie Nozdrzec.
W latach 1975–1998 Podchełm administracyjnie należał do województwa krośnieńskiego.